# Idiopidonia pedalis
Idiopidonia pedalis är en skalbaggsart som först beskrevs av Leconte 1861.  Idiopidonia pedalis ingår i släktet Idiopidonia och familjen långhorningar. Inga underarter finns listade i Catalogue of Life.